# Gimnástica de Torrelavega
Real Sociedad Gimnástica de Torrelavega is een Spaanse voetbalclub. Thuisstadion is het El Malecón in Torrelavega in de autonome regio Cantabrië.

## Historie
Gimnástica de Torrelavega werd op 28 september 1907 opgericht en is daarmee de oudste club van Cantabrië. Het wordt daarom ook wel El Decano (De Oude) genoemd, ook al is dit een naam die meerdere clubs in Spanje dragen, zoals Recreativo de Huelva.
Gimnástica speelt al vanaf de beginjaren, op de oorlogsjaren na, professioneel voetbal in Spanje en is daarmee een van de clubs met de langste vertegenwoordiging in de Spaanse profliga's. Lange tijd acteerde de club echter in de Tercera División totdat het in 1987 promoveerde naar de Segunda División B. Dat optreden duurde slechts een jaar, twee jaar later keerde Gimnástica weer terug. Nadien degradeerde de club nog 2 keer uit de Segunda División B (voor het laatst in 2005) om na een jaar gelijk weer terug te keren.
Gimnástica heeft eveneens in de Segunda División A gespeeld, zij het alweer zeer lang geleden. De laatste keer dat de club op dat niveau uitkwam was in het seizoen 1967/68. De hoogst bereikte plaats was een 5e plek in het seizoen 1949/50. In het seizoen 1999/00 was de club dicht bij promotie naar de op een na hoogste competitie in Spanje dankzij een kampioenschap, maar in de play-offs werd Gimnástica uitgeschakeld.
In het seizoen 2006/07 vierde de club haar honderdjarig bestaan en in het jubileumjaar 2007 degradeerde het uit de Segunda División B naar de Tercera División. Daar weet het een jaar later niet uit te promoveren ondanks een kampioenschap met enorme overmacht. In 2009 weet de club wel te promoveren naar de Segunda División B.
In totaal heeft de club 9 seizoenen gespeeld in de Segunda División A, 16 in de Segunda División B en 43 in de Tercera División.

## Gewonnen prijzen
- Segunda División B: 1999/00
- Tercera División: 1933/34, 1961/62, 1964/65, 1965/66, 1989/90, 1995/96, 2005/06, 2007/08

## Bekende spelers
- Vicente Engonga
- Juan Carlos Pérez